# Джон О'Хара
Джон О'Хара (на английски: John O'Hara) е американски журналист, сценарист, драматург и писател на произведения в жанра драма.

## Биография и творчество
Джон Хенри О'Хара е роден на 31 януари 1905 г. в Потсвил, Пенсилвания, САЩ, в богато лекарско ирландско-американско семейство. Завършва гимназия в Люистън, щат Ню Йорк. През 1924 г. баща му умира и семейството фалира. Поради тази причина той не може да заплаща таксите и да завърши Йелския университет.
Първоначално работи временни роботи, а после като репортер за различни вестници, кинокритик, радио-коментатор и прес-агент. След като се премества в Ню Йорк, започва да пише кратки разкази за седмичните списания „Ню Йоркър“, „Тайм“ и „Collier’s Weekly“.
Първият му роман „Appointment in Samarra“ (Назначение в Самара) е издаден през 1934 г., а следващият „Butterfield 8“ през 1935 г. Книгите стават бестселъри и го правят известен. Романът „Бътърфийлд 8“ е екранизиран през 1960 г. с участието на Елизабет Тейлър и Лорънс Харви.
По време на Втората световна война е военен репортер в Тихия океан. В същия период, в допълнение към художествените си произведения, пише сценарии за филми. През 1940 г. е издаден романът му „Приятел Джоуи“. През 1957 г. е екранизиран в едноименния мюзикъл с участието на Франк Синатра и Рита Хейуърт.
През 50-те и 60-те години пише и като колумнист в „Trenton Times-Advertiser“, „Collier“ и „Newsday“.
В своите произведения Джон О'Хара е запален наблюдател на социалния статус и класовите различия и често пише за социално амбициозните.
През 1956 г. печели Националната награда за книга за романа си „Ten North Frederick“. През 1958 г. е екранизиран в едноименния филм с участието на Гари Купър и Джералдин Фицджералд.
Джон О'Хара умира от сърдечно заболяване на 11 април 1970 г. в Принстън, Ню Джърси.

## Произведения

### Самостоятелни романи
- Appointment in Samarra (1934)
- Butterfield 8 (1935)
- Pal Joey (1940)
- A Rage to Live (1949)
- The Farmer's Hotel (1953)
- Ten North Frederick (1955)
- A Family Party (1957)
- From the Terrace (1958)
- Ourselves to Know (1960)
- The Big Laugh (1962)
- Elizabeth Appleton (1963)
- The Lockwood Concern (1966)
Локууд, изд.: „Профиздат“, София (1981, 1983), прев. Елена Христова, Кръстан Дянков
- The Instrument (1967)
- Lovey Childs (1969)
- The Ewings (1970)
- The Second Ewings (1972)

### Пиеси
- Five Plays (1961)
- Two by O'Hara (1979)

### Сборници
- The Doctor’s Son and Other Stories (1935)
- Files on Parade (1939)
- Pipe Night (1945)
- Hellbox (1947)
- Sermons and Soda Water: A Trilogy of Three Novellas (1960)
- Assembly (1961)
- The Cape Cod Lighter (1962)
- The Hat on the Bed (1963)
- The Horse Knows the Way (1964)
- Waiting for Winter (1966)
- And Other Stories (1968)
- The Time Element and Other Stories (1972)
- Good Samaritan and Other Stories (1974)

### Документалистика
- Sweet and Sour (1955)
- An Artist Is His Own Fault (1977)
- Selected letters of John O'Hara (1978)

### Екранизации
- 1940 He Married His Wife – сценарий
- 1940 I Was an Adventuress – сценарий
- 1942 Лунен прилив – сценарий
- 1948 On Our Merry Way
- 1952 Robert Montgomery Presents – ТВ сериал, 2 епизода
- 1956 The Best Things in Life Are Free
- 1957 Приятелят Джоуи, Pal Joey – мюзикъл
- 1958 Ten North Frederick
- 1960 From the Terrace
- 1960 Бътърфийлд 8, Butterfield 8
- 1962 Liebling – Ich muß Dich erschießen – по „Double Cross“
- 1963 Das große Vorbild – ТВ филм
- 1963 Bob Hope Presents the Chrysler Theatre – ТВ сериал, 1 епизод
- 1965 Doppelspiel – ТВ филм
- 1965 A Rage to Live
- 1975 The Turning Point of Jim Malloy – ТВ филм, по разказа „The Doctor's Son“
- 1975 Ein schönes Paar (TV Movie) (play)
- 1976 – 1977 Gibbsville – ТВ сериал, 13 епизод
- 1987 Great Performances – ТВ сериал, 1 епизод